# Callistemon pearsonii
Callistemon pearsonii är en myrtenväxtart som beskrevs av R.D.Spencer och Lumley. Callistemon pearsonii ingår i släktet lampborstar, och familjen myrtenväxter. Inga underarter finns listade i Catalogue of Life.